# Những ông bố độc thân
Những ông bố độc thân là một bộ phim truyền hình được thực hiện bởi M&T Pictures do NSƯT Nguyễn Thanh Vân làm đạo diễn. Phim phát sóng vào lúc 18h00 từ thứ 5, 6, 7 hàng tuần bắt đầu từ ngày 21 tháng 8 năm 2010 và kết thúc vào ngày 29 tháng 10 năm 2010 trên kênh HTV9.

## Nội dung
Những ông bố độc thân xoay quanh câu chuyện của bốn ông bố độc thân là chuỗi những bi hài của những người đàn ông thành đạt trong xã hội nhưng lại thiếu vắng bóng người phụ nữ.

## Diễn viên
- Hoàng Phúc trong vai Minh Huy[3]
- Quốc Cường trong vai Hoàng Quân[3]
- Đoàn Thanh Tài trong vai Nguyễn Lâm[3]
- Ngọc Tưởng trong vai Bác sĩ Phong[3]
- Thanh Thúy trong vai Diễm Hương[3][5]
- Dương Cẩm Lynh trong vai Nhã Uyên
- Angela Phương Trinh trong vai Song Thư
- Cát Tường trong vai Kim Anh
- Kim Huyền trong vai Thu Liễu

Cùng một số diễn viên khác....

## Giải thưởng
| Năm  | Giải thưởng    | Hạng mục                | (Người) đề cử | Kết quả   | Tham khảo |
| ---- | -------------- | ----------------------- | ------------- | --------- | --------- |
| 2010 | Giải Cánh diều | Phim truyện truyền hình | —             | Bằng khen | [ 6 ]     |